# Kriemhild
Kriemhild ist ein weiblicher Vorname. Die männliche Form ist Hildegrim. Seltener ist die Schreibung Krimhild.

## Bedeutung
Der Name ist zusammengesetzt aus ahd. grîm „Maske, Helm“ und hiltia „Kampf, Kampfesmut“ (gleichbedeutend noch mhd. hilt).

## Namenstag
19. Juni, Tag des Hildegrim von Chalons

## Namensträgerinnen
- Kriemhild Buhl (* 1951), deutsche Schriftstellerin
- Kriemhild Hamann (* 1997), deutsche Schauspielerin
- Kriemhild Hausmann (1934–2020), deutsche Leichtathletin
- Kriemhild Jahn (* 1972), deutsche Sängerin
- Kriemhild Trattnig (* 1937), österreichische Politikerin
- Krimhild Niestädt (* 1950), deutsche Politikerin

## Sonstige
- Kriemhild ist eine Hauptfigur des Nibelungenliedes, siehe hierzu Kriemhild (Sage)
- Kriemhild ist der Name des Asteroiden 242, siehe dafür Kriemhild (Asteroid)
- Der Kriemhildenstuhl oder Krimhildenstuhl ist ein archäologisches Denkmal in Rheinland-Pfalz.
- Der Gelbe Frauenschuh wird wegen seiner Form auch Kriemhilds Helm oder Krimhilds Helm genannt.
- Der Krimhildenstein ist ein Naturdenkmal in Rheinland-Pfalz.